# Katzhütte
Katzhütte é um município da Alemanha localizado no distrito de Saalfeld-Rudolstadt, estado de Turíngia.
Pertence ao Verwaltungsgemeinschaft de Bergbahnregion/Schwarzatal.

## Demografia
Evolução da população (a partir de 1994, em 31 de dezembro):
| - 1756: 533 - 1794: 701 | - 1812: 836 - 1824: 891 - 1829: 1134 - 1858: 1076 - 1890: 1553 | - 1902: 1819 - 1933: 2113 - 1939: 1913 - 1950: 3800 - 1976: 3022 - 1987: 2600 - 1994: 2156 - 1995: 2106 - 1996: 2151 - 1997: 2157 - 1998: 2196 - 1999: 2221 | - 2000: 2223 - 2001: 2234 - 2002: 2244 - 2003: 2226 - 2004: 2201 - 2005: 2162 - 2006: 2119 - 2007: 1897 |

 Fonte a partir de 1994: Thüringer Landesamt für Statistik